# Hamilton (adelsätter)
Hamilton är namnet på flera svenska adelsätter, förgrenade ur den skotska klanen Hamilton.

## Hamilton af Deserf, friherrlig nr 50
Namnet är en förvanskning av "Dalserf". Friherrlig 1654. Introducerad samma år.
- Hugo Hamilton af Deserf (död 1678), Naturaliserad svensk adelsman i augusti 1648, därefter friherre.
- Ludvig Hamilton af Deserf (död 1662).

De båda ovannämnda var söner till Malcolm Hamilton of Monea. Ättlingar fanns i slutet av 1800-talet i England. Familjen Hamilton af Deserf dog ut redan omkring 1750 men lever vidare på kvinnolinjen genom efterlevande till Gustavus Hamilton, guvernör av Enniskillen, son till ovan nämnde Lewis, född i Sverige

## Hamilton af Hageby, friherrlig nr 99
Namnet härrör från godset Hageby (Töreboda kommun)). Originalsköldebrevet härstammar från 1664.
- Johan Hamilton af Hageby. Tredje son till Malcolm Hamilton of Monea.
- Malcolm Hamilton af Hageby (1635–1699)
- Hugo Hamilton af Hageby (1655–1724)
- Hugo Johan Hamilton (1668–1748) (son t M.H 1635-1699)
- Gustaf David Hamilton (1699–1788). Grevlig nr 86, se nedan
- Carl Otto Hamilton (1702–1770), riksråd
- Carl Fredrik Hamilton af Hageby (1709–1753), hovmarskalk, friherre
- Carl Didrik Hamilton (1766–1848), ämbetsman och militär
- Hugo Adolf Hamilton (1802–1871) (sonsons sonson t H.J.H 1668-1748)
- Hugo Johan Hamilton af Hageby (1832–1903), riksdagsledamot
- Carl Hamilton (1890–1977), diplomat, landshövding i Östergötlands län (sonsons son t H.A.H 1802-71)
- Gustaf Hamilton af Hageby (1921–2016), svensk diplomat

Ovan nämnda Malcolm och Hugo var sonsöner till ärkebiskopen Malcolm och söner till John Hamilton of Monea, kapten i brittiska armén.

## Hamilton, grevlig nr 86
Utgrenad 1751 ur den yngre grenen av Hamilton av Hageby.
- Gustaf David Hamilton af Hageby (1699–1788). Upphöjd 21 november 1751 i grevlig värdighet. Introducerad 8 juni 1752 under namnet Hamilton
- Adolf Ludvig Hamilton (1747–1802), kammarherre
- Gustaf Wathier Hamilton (1783–1835), justitieråd
- Jakob Hamilton (1797–1864), överståthållare och generalmajor (sonson till Gustaf David Hamilton)
- Henning Hamilton (1814–1886), se även Hamiltonaffären 1881
- Adolf Ludvig Hamilton (1820–1896) (kusin till Henning Hamilton)
- Malcolm Walter Hamilton (1825–1903), svensk militär
- Gustaf Axel Knut Hamilton (1831–1913), svensk jurist och professor
- John Raoul Hamilton (1834–1904), svensk militär
- Anna Hamilton-Geete (1848–1913), svensk författare
- Hugo Hamilton (1849–1928, son till Adolf H 1820–1896)
- Alexander Hamilton (politiker) (1855–1944), svensk politiker
- Raoul Hamilton (1855–1931), godsägare
- Carl Bastiat Hamilton (1865–1926), svensk militär
- Gilbert Hamilton (1869–1947), officer i tysk tjänst under första världskriget, upphovsman till tobaksblandningen Greve Hamilton piptobak
- Adolf Hamilton (1873–1965), svensk ämbetsman och generaldirektör för telegrafverket
- Adolf Hamilton (1874–1936), svensk ämbetsman
- Adolf Hamilton (1882–1919), svensk militär
- Gösta Hamilton (1883–1932) ("kattgreven")
- Bengt Hamilton (1892–1978), barnläkare, professor, USA
- Donald Hamilton (1916–2006), svensk-amerikansk deckarförfattare
- Eva Hamilton (född 1954), journalist